# Leighton Rees
Leighton Thomas Rees (Ynysybwl, 17 januari 1940 – aldaar, 8 juni 2003), bijgenaamd Marathon Man,  was een darter uit Wales, die speelde voor de BDO en de eerste wereldkampioen werd in 1978. Een jaar eerder won Rees de WDF World Cup.

## Vroege leven
Rees werd geboren in het dorpje Ynysybwl, waar hij het grootste deel van zijn leven doorbracht. Hij ging naar de lokale Mill Street School in Pontypridd, hier merkte een van zijn leraren op dat hij alleen goed zou kunnen zijn in het lezen van de sportpagina's van de South Wales Echo. Nadat hij school had verlaten vond hij werk in het magazijn van een motoronderdelenbedrijf, werk dat hij meer dan twintig jaar deed, tot hij professioneel darter werd in 1976.
Het was tijdens zijn tijd dat hij werkte als een magazijnmedewerker, dat Leighton de sport darten ontdekte en dit standaard deed in de pub. Het duurde tot 1972 voordat hij enige echte nationale aandacht kreeg. Sid Waddell, voormalig verslaggever van Sky Sports, was toen organisator van Yorkshire Televisions Indoor League, een show met caféspelwedstrijden. Waddell en zijn onderzoekers hadden gehoord van een trio geweldige darters in de South Wales valleys, een gebied dat snel bekendstond als broedplaats voor sporttalent. De drie namen die genoemd werden waren Tony Ridler van Newport, Alan Evans van Rhonda en vooral Leighton Rees uit het kleine Ynysybwl.
Waddell bood hen snel de mogelijkheid aan om te spelen op de nationale televisie en ze weigerden dit niet. Ridler en Evans scoorden beiden een aantal 180'ers in hun wedstrijden, maar hoewel hij niet zo goed presteerde als 's avonds, was het Leighton die de show stal. Terwijl hij een sigaar rookte vertelde Rees de presentator Fred Trueman, in zijn snel bekende handelsmerk van droge humor, verhalen over hoe hij en Evans de Engelsen de baas waren.

## Dartcarrière
Na de vroege bekendwording tijdens de Indoor League, werd Leighton Rees professioneel darter in 1976 en ging door tot de finale van dat jaar, tijdens de News of the World Darts Championship. Hij maakte ook deel uit van het Welsh team dat in 1977 de allereerste WDF World Cup won.
Rees' hoogtepunt kwam in 1978 tijdens de World Professional Darts Championship, in Nottingham. Als derde geplaatste versloeg hij makkelijk de Australische Barry Atkinson in de eerste ronde met een score van zes tegen nul. Hierna versloeg hij zijn naaste vriend, Welsh teamgenoot en vijfde geplaatste, Alan Evans in de tweede ronde. Het werd een klassieker met beiden een gemiddelde van meer dan 90 per drie darts (bijna ongehoord in die tijd). Evans nam vroeg de leiding met een aantal 180'ers voordat Rees de eerste 10-darter gooide van het toernooi (ook de eerste die ooit werd uitgezonden op de televisie). Hierna liep Rees uit tot een 6–3-overwinning.
In de halve finale had Rees moeite met het verslaan van een onbekende Amerikaan, Nicky Virachkul, met 8–7. In de finale speelde Rees tegen de grote John Lowe, Rees behaalde opnieuw een gemiddelde hoger dan 90 met Lowe een niet veel lager gemiddelde. Het werd een geweldige finale, waarin Rees zijn enige wereldkampioenschap won met 11–7.
Hij verdedigde zijn titel in 1979 en behaalde opnieuw de finale en versloeg opnieuw Evans op weg naar de finale. Hij verloor deze tegen John Lowe. In 1980 kwam Rees niet verder dan de kwartfinale en in 1981 bij de beste zestien, hierna kon Rees niet verder komen dan de eerste ronde in 1982, 1983, 1985 en 1990. Behalve deze wedstrijden resulteerden zijn wedstrijden bijna altijd in volle zalen en hij bleef een van de meest populaire darters.
Het is vooral hierom dat hij neergezet wordt naast darters als John Lowe, Eric Bristow, Bob Anderson, Jocky Wilson, Cliff Lazarenko en nu Phil Taylor als de mensen die darten naar de massa hebben gebracht via het tv-scherm. Hij had een uitzonderlijk goede worp op de bullseye en wist vaak meer dan 301 te gooien met negen darts.

## Resultaten op wereldkampioenschappen

### BDO
- 1978: winnaar (gewonnen in de finale van John Lowe met 11–7)
- 1979: runner-up (verloren van John Lowe met 0–5)
- 1980: kwartfinale (verloren van Bobby George met 1–3)
- 1981: laatste 16 (verloren van Ceri Morgan met 1–2)
- 1982: laatste 32 (verloren van Angus Ross met 0–2)
- 1983: laatste 32 (verloren van Cliff Lazarenko met 0–2)
- 1985: laatste 32 (verloren van Russell Stewart met 1–2)
- 1987: laatste 32 (verloren van Mike Gregory met 0–3)
- 1990: laatste 32 (verloren van Eric Bristow met 0–3)

### WDF
- 1977: winnaar (gewonnen in de finale van Cliff Lazarenko met 4–3)
- 1979: Laatste 16 (verloren van Jocky Wilson)
- 1981: Laatste 32 (verloren van Dale Frampton met 2-4)
- 1983: Laatste 32 (verloren van Danny Cunningham met 2-4)
- 1985: Laatste 16 (verloren van Gordon Allpress met 0-4)
- 1987: Voorronde (verloren van Stefan Lord)
- 1989: Kwartfinale (verloren van Bob Sinnaeve met 2-4)
- 1991: Laatste 64 (verloren van Raymond van Barneveld met 1-4)

## Buiten darten
In 1980 trouwde Leighton Rees met Debbie in Las Vegas, een Amerikaanse, terwijl hij meedeed aan een wedstrijd daar. Er is een straat in Ynysybwl naar hem vernoemd, Leighton Rees Close. Buiten dat hij de eerste BDO-wereldkampioen was, heeft Rees geen grote dartjaren gekend. De prijs die hij had verdiend was 3.000 pond en terwijl het prijzengeld steeg en de toernooien in geheel Groot-Brittannië op de tv-schermen verschenen, raakte Rees steeds meer uit vorm en hij wist nooit het blijvende succes te krijgen van darters als Lowe, Bristow en Wilson. Rees moest zijn geld verdienen met het spelen van oefenwedstrijdjes met zijn grote vriend, Alan Evans.

## Dood
Rees stopte met het spelen van oefenwedstrijden nadat een pacemaker was geplaatst en hij een bypass-operatie moest ondergaan. Hij keerde nog terug naar de wereldkampioenschappen om de spelerslijst te maken, in het jaar voordat hij stierf. In 2003 stierf Rees in zijn woonplaats Ynysybwl op 63-jarige leeftijd.